# Voix des sans-voix
La Voix des Sans-Voix pour les droits de l’homme (VSV), plus communément appelé la Voix des Sans-Voix, est l’une des plus anciennes ONG congolaise de défense des droits humains en République démocratique du Congo. Bien qu'opérant essentiellement à Kinshasa, son étroite collaboration avec des associations d’autres provinces, notamment au travers du Réseau national des ONG des Droits de l’Homme (RENADHOC), lui permet d'être représentée dans les principales villes du pays.
Créée clandestinement en 1983 sous le régime mobutiste, elle a, dès l’origine, pour objectif de sensibiliser les acteurs congolais et internationaux aux exactions du pouvoir zaïrois puis congolais. Particulièrement malmenée sous la présidence de Laurent-Désiré Kabila,, VSV publie depuis des communiqués et des rapports de dénonciation des violations des droits de l’Homme, concernant notamment :
- le droit des prisonniers et l'usage de la torture ;
- la liberté de la presse et plus largement la liberté d'expression (multipartisme et démocratisation des institutions).

Citant volontiers l'article 22 de la Déclaration universelle des droits de l'homme, la Voix des Sans-Voix, porte aussi un discours plus large de défense des droits économiques et sociaux de la population congolaise, ce qui l'amène à s'emparer régulièrement de sujets comme le pouvoir d'achat , le malaise sociale ou encore le sort des personnes isolées, en particulier les personnes âgées.
Reçu la veille par John Numbi, alors inspecteur général de la Police nationale, le directeur exécutif et cofondateur de la VSV, Floribert Chebeya, est retrouvé, le 2 juin 2010, assassiné dans sa voiture, à Kinshasa. 
Sa mort provoque un vif émoi sur la scène politique nationale et internationale,.

## Lire aussi
- Droits de l'homme en République démocratique du Congo
- Fondation Femme Plus